# Dicranophragma nemorale
Dicranophragma nemorale là một loài ruồi trong họ Limoniidae. Chúng phân bố ở miền Cổ bắc.